# Уолтерс, Уильям Томпсон
Уильям Томпсон Уолтерс (англ. William Thompson Walters; 1820 — 1894) — американский бизнесмен, коллекционер и филантроп, чья коллекция легла в основу художественного музея Уолтерса.

## Биография
Родился 23 мая 1820 года (по другим данным в 1819 году) в Ливерпуле, штат Пенсильвания.
Получив образование инженера-строителя, заинтересовался угольной и металлургической промышленностью. Руководя плавильным заводом в Пенсильвании, Уолтерс первым производил железо, используя минеральный уголь. Затем в 1841 году он переехал в Балтимор, где работал торговцем зерном, а в 1847 году стал ликёрным оптовиком.
Бо́льшую часть Гражданской войны в США Уильям Уолтерс с женой находился в Европе, где знакомился с искусством и приобрел некоторые произведения. После окончания войны он вернулся в США и продолжил предпринимательскую деятельность, делая инвестиции в банковское дело и железные дороги, основав линию Atlantic Coast Line. Он был назначен уполномоченным  от США на Всемирных выставках 1867 и 1878 годов в Париже и 1873 года в Вене. Затем в конце 1880-х годов Уолтерс занялся торговлей лошадьми, импортируя лошадей породы першерон вместе со своим партнером Сэмюэлем Хопкинсом.

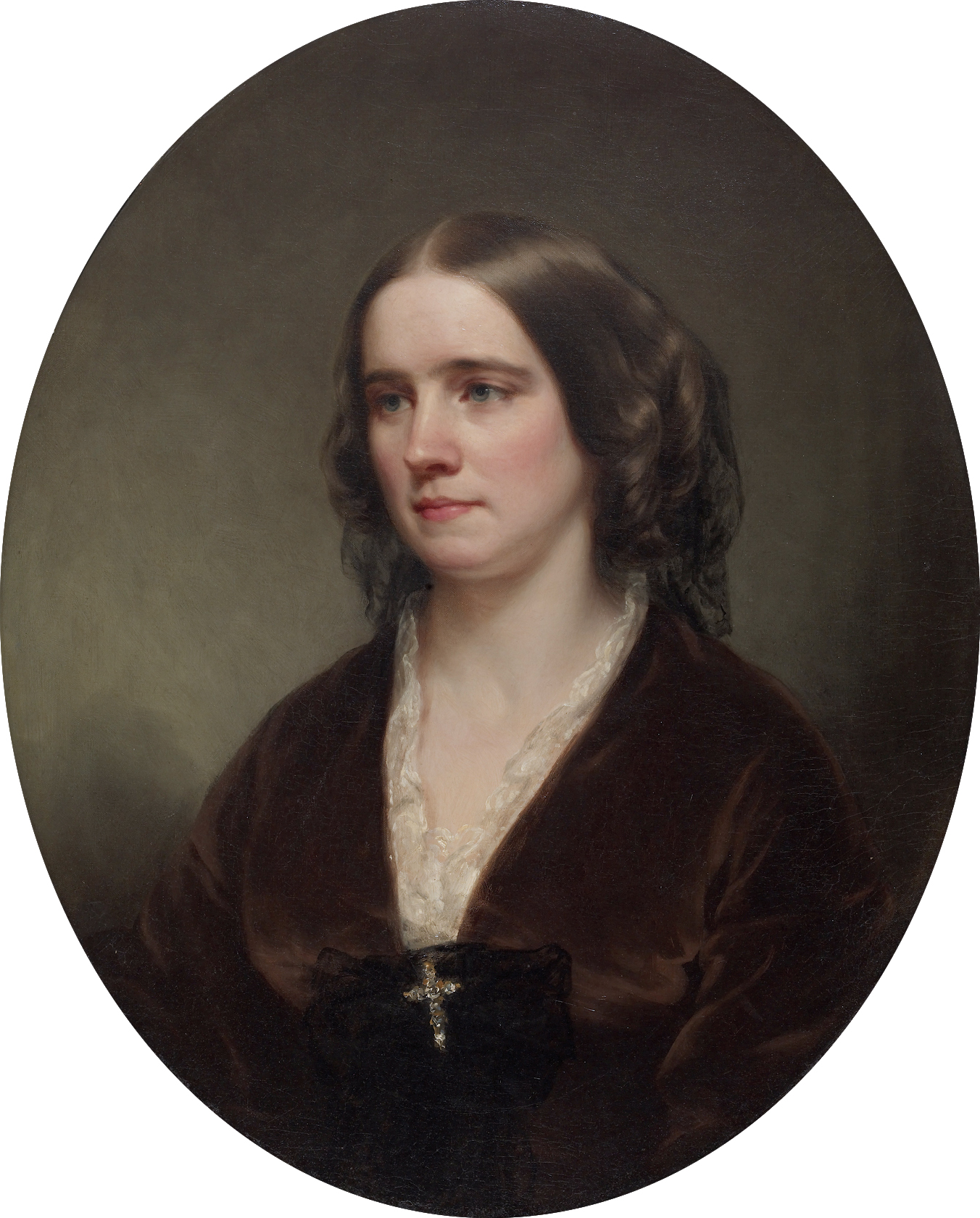
Эллен Харпер Уолтерс

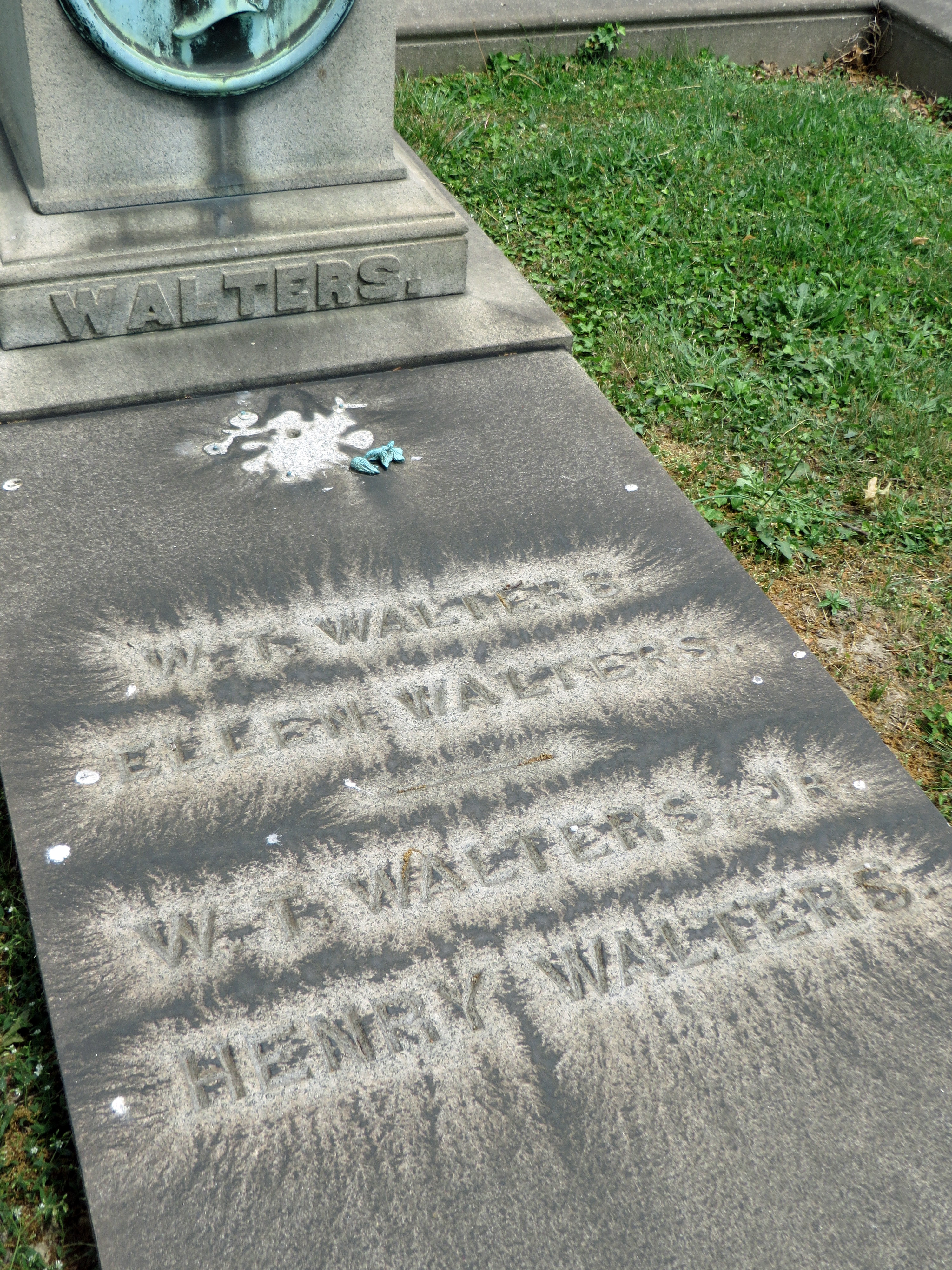
Деталь памятника надгробия Уолтерсов

Умер 22 ноября 1894 года в Балтиморе, штат Мэриленд. Был похоронен на семейном захоронении бвлтимормкого кладбища Green Mount Cemetery.

### Семья
В 1846 году Уолтерс женился на Эллен Харпер (1822—1862), дочери процветающего купца из Филадельфии. У них был сын Генри (1848—1931) и дочь Дженни  (1853—1922). Его жена умерла молодой от пневмонии, заболев во время путешествия по Англии.

## Коллекционер
Имея успех в бизнесе, Уолтерс занялся художественным коллекционированием, приобретая современные американские и европейские произведения. Когда они с женой во время американской гражданской войны путешествовали по Европе (их дети были в это время в школе-интернате в США), они приобрели многочисленные артефакты для своей коллекции. Помимо европейских работ современников, Уолтерс начал собирать азиатские произведения искусства, включая  керамику. Со временем его частная коллекция стала одной из самых больших и ценных в США.
Интересно, когда Brayton Ives — предприниматель и финансист Нью-Йорка, перестал собирать свою коллекцию редких исторических мечей, они были выставлены на продажу; благодаря усилиям Уильяма Уолтерса, а также другого бизнесмена и коллекционера — Гебера Бишопа и Американской художественной ассоциации (англ. American Art Association), ценная коллекция мечей была выкуплена за 15 000 долларов и пожертвована Метрополитен-музею.
После смерти Уолтерса, по его завещанию коллекция перешла его сыну — Генри Уолтерсу, который продолжил дело отца. Он существенно её увеличил и основал галерею Walters Gallery, которая позже стала художественным музеем, носящим имя Уолтерсов. После смерти Генри коллекция была передана в общественное достояние.